# Nebeská brána
Pojem nebeská brána je v křesťanství spojen s vyobrazením vstupu do Nového Jeruzaléma, který je obrazem nebe. Tento neformální název průchodu do nebe je inspirován popisem Nového Jeruzaléma v Bibli, v knize Zjevení Janovo 21:21 "A dvanáct bran je z dvanácti perel, každá z jediné perly. A náměstí toho města je z ryzího zlata jako z průzračného křišťálu" (ekumenický překlad).
V populární kultuře je to obraz většinou bílých vrat nebo vrat z tepaného železa v oblacích, u kterých stojí svatý Petr, majitel klíčů od nebeské brány.